# Sorindeia oxyandra
Sorindeia oxyandra är en sumakväxtart som beskrevs av H. Bourobou Bourobou & F.J. Breteler. Sorindeia oxyandra ingår i släktet Sorindeia och familjen sumakväxter. Inga underarter finns listade i Catalogue of Life.